# Faxinalzinho
Faxinalzinho est une municipalité du Nord-Ouest de l'État du Rio Grande do Sul faisant partie de la microrégion d'Erechim et située à 415 km au nord-ouest de Porto Alegre, capitale de l'État. Elle se situe à une latitude de 27° 25′ 27″ sud et à une longitude de 52° 40′ 23″ ouest, à une altitude de 742 mètres. Sa population était estimée à 2 613, pour une superficie de 143 km2.  On y accède par la BR-480 et la RS-487. Elle est séparée de l'État de Santa Catarina, au nord-est, par le rio Uruguai.
Le premier nom de cet endroit était celui de Votouro, du nom du cacique (chef) amérindien du peuple qui occupa d'abord les lieux. Toute la région était couverte de bois : beaucoup d'araucaria, de cèdre, d'anadenanthera, de cancharana (Cabralea canjerana sald.), de cannelle, de sassafras et d'autres espèces.
D'un côté de Votouro il y avait une région de végétation rase, recouverte d'arbustes. Il y avait là une grande clairière appelée "Faxinal Grande" (en français, "grand champ"). De l'autre côté, une zone similaire, mais d'extension plus réduite : une petite clairière appelé "Faxinalzinho" (en français, "petit champ"). De là, l'originer du nom actuel de la municipalité.
Les premiers habitants Blancs arrivèrent en 1916 et 1917.
Pendant la Révolution Libertadora de 1923, il y eut des combats avec de nombreux morts.

## Villes voisines
- Erval Grande
- Benjamin Constant do Sul
- Nonoai